# Europees kampioenschap basketbal vrouwen 1964
Het 9e Europees kampioenschap basketbal vrouwen vond plaats van 6 tot 13 september 1964 in Hongarije. 10 nationale teams speelden in Boedapest om de Europese titel.

## Voorronde
De 10 deelnemende landen zijn onderverdeeld in twee poules van vijf landen. De top twee van elke poule plaatsten zich voor de halve finales, de overige landen speelden plaatsingswedstrijden.

### Groep A
| Datum        | Land        | Score   | Land        |
| ------------ | ----------- | ------- | ----------- |
| 6 september  | Roemenië    | 42 – 41 | Frankrijk   |
| 6 september  | Joegoslavië | 54 – 55 | Hongarije   |
| 7 september  | Sovjet-Unie | 68 – 37 | Joegoslavië |
| 7 september  | Hongarije   | 62 – 40 | Frankrijk   |
| 8 september  | Frankrijk   | 34 – 71 | Sovjet-Unie |
| 8 september  | Hongarije   | 42 – 53 | Roemenië    |
| 9 september  | Frankrijk   | 43 – 54 | Joegoslavië |
| 9 september  | Sovjet-Unie | 81 – 45 | Roemenië    |
| 10 september | Roemenië    | 37 – 41 | Joegoslavië |
| 10 september | Sovjet-Unie | 68 – 37 | Hongarije   |

| Groep A |             |             |             |             |            |            |            |        |
| #       | Land        | Wedstrijden | Wedstrijden | Wedstrijden | Doelpunten | Doelpunten | Doelpunten | Punten |
| #       | Land        | G           | W           | V           | V          | T          | Saldo      | Punten |
| 1       | Sovjet-Unie | 4           | 4           | 0           | 288        | 153        | +135       | 8      |
| 2       | Roemenië    | 4           | 2           | 2           | 177        | 205        | -28        | 6      |
| 3       | Joegoslavië | 4           | 2           | 2           | 186        | 203        | -17        | 6      |
| 4       | Hongarije   | 4           | 2           | 2           | 196        | 215        | -19        | 6      |
| 5       | Frankrijk   | 4           | 0           | 4           | 158        | 229        | -71        | 4      |

### Groep B
| Datum        | Land                           | Score   | Land                           |
| ------------ | ------------------------------ | ------- | ------------------------------ |
| 6 september  | Bulgarije                      | 49 – 37 | Polen                          |
| 6 september  | Tsjecho-Slowakije              | 59 – 41 | Italië                         |
| 7 september  | Bulgarije                      | 64 – 46 | Duitse Democratische Republiek |
| 7 september  | Polen                          | 61 – 47 | Italië                         |
| 8 september  | Polen                          | 31 – 47 | Tsjecho-Slowakije              |
| 8 september  | Italië                         | 37 – 63 | Duitse Democratische Republiek |
| 9 september  | Duitse Democratische Republiek | 41 – 64 | Tsjecho-Slowakije              |
| 9 september  | Italië                         | 34 – 63 | Bulgarije                      |
| 10 september | Duitse Democratische Republiek | 47 – 49 | Polen                          |
| 10 september | Tsjecho-Slowakije              | 46 – 54 | Bulgarije                      |

| Groep B |                                |             |             |             |            |            |            |        |
| #       | Land                           | Wedstrijden | Wedstrijden | Wedstrijden | Doelpunten | Doelpunten | Doelpunten | Punten |
| #       | Land                           | G           | W           | V           | V          | T          | Saldo      | Punten |
| 1       | Bulgarije                      | 4           | 4           | 0           | 230        | 163        | +67        | 8      |
| 2       | Tsjecho-Slowakije              | 4           | 3           | 1           | 216        | 167        | +49        | 7      |
| 3       | Polen                          | 4           | 2           | 2           | 178        | 190        | -12        | 6      |
| 4       | Duitse Democratische Republiek | 4           | 1           | 3           | 197        | 214        | -17        | 5      |
| 5       | Italië                         | 4           | 0           | 4           | 159        | 246        | -87        | 4      |

## Plaatsingswedstrijd 9e-10e plaats
| Datum        | Land      | Score   | Land   |
| ------------ | --------- | ------- | ------ |
| 12 september | Frankrijk | 43 – 50 | Italië |

## Plaatsingswedstrijden 5e-8e plaats
| Datum                | Land                           | Score   | Land                           |
| -------------------- | ------------------------------ | ------- | ------------------------------ |
| 12 september         | Joegoslavië                    | 55 – 61 | Duitse Democratische Republiek |
| 12 september         | Hongarije                      | 50 – 66 | Polen                          |
| 13 sept. (7e plaats) | Joegoslavië                    | 56 – 49 | Hongarije                      |
| 13 sept. (5e plaats) | Duitse Democratische Republiek | 41 – 49 | Polen                          |

## Halve finales
| Datum        | Land        | Score   | Land              |
| ------------ | ----------- | ------- | ----------------- |
| 12 september | Roemenië    | 44 – 66 | Bulgarije         |
| 12 september | Sovjet-Unie | 63 – 43 | Tsjecho-Slowakije |

## Bronzen finale
| Datum        | Land              | Score   | Land     |
| ------------ | ----------------- | ------- | -------- |
| 13 september | Tsjecho-Slowakije | 68 – 47 | Roemenië |

## Finale
| Datum        | Land      | Score   | Land        |
| ------------ | --------- | ------- | ----------- |
| 13 september | Bulgarije | 53 – 55 | Sovjet-Unie |

## Eindrangschikking
| Goud   | Sovjet-Unie       |
| Zilver | Bulgarije         |
| Brons  | Tsjecho-Slowakije |
| 4      | Roemenië          |
| 5      | Polen             |

| 6  | Duitse Democratische Republiek |
| 7  | Joegoslavië                    |
| 8  | Hongarije                      |
| 9  | Italië                         |
| 10 | Frankrijk                      |

1938 · 
1950 · 
1952 · 
1954 · 
1956 · 
1958 · 
1960 · 
1962 · 
1964 · 
1966 · 
1968 · 
1970 · 
1972 · 
1974 · 
1976 · 
1978 · 
1980 · 
1981 · 
1983 · 
1985 · 
1987 · 
1989 · 
1991 · 
1993 · 
1995 · 
1997 · 
1999 · 
2001 · 
2003 · 
2005 · 
2007 · 
2009 · 
2011 · 
2013 · 
2015 · 
2017 · 
2019 · 
2021 · 
2023